# 김포시의 마을버스
김포시의 마을버스는 경기도 김포시를 중심으로 운행중인 소규모 대중교통을 뜻하며, 10개 업체가 23개 노선을 운영하고 있다.

## 운임
김포시의 마을버스 요금 체계는 2007년 6월 15일 소비자물가정책심의위원회를 열어 기존에 700 ~ 1000원의 기본요금과 200 ~ 700원의 추가요금으로 부과되던 마을버스의 요금을 2007년 7월 1일부터 성인 카드 기준으로 도심 700원과 농어촌 800원으로 변경하였으며 동시에 추가요금 제도는 폐지하였다. 2012년 6월 16일 경기도 시내버스 요금 인상과 함께 인상되었다. 2015년 6월 27일 수도권 대중교통 요금 인상에 맞추어 동년 7월 11일에 마을버스 요금을 인상하였다.
| 종류          | 업체                                                                 | 나이                                 | 카드 (원) | 현금 (원) |
| ------------- | -------------------------------------------------------------------- | ------------------------------------ | --------- | --------- |
| 마을 (도심권) | 금파산업, 고촌교통, 선진버스, 한강교통                               | 어른 (일반, 만 19세 이상)            | 1050      | 1100      |
| 마을 (도심권) | 금파산업, 고촌교통, 선진버스, 한강교통                               | 청소년 (중·고등학생, 만 13세 ~ 18세) | 840       | 900       |
| 마을 (도심권) | 금파산업, 고촌교통, 선진버스, 한강교통                               | 어린이 (초등학생, 만 7세 ~ 12세)     | 530       | 600       |
| 마을 (농어촌) | 통진운수, 마송운수, 방주교통, 하성마을버스, 조강리마을버스, 월곶운수 | 어른 (일반, 만 19세 이상)            | 1150      | 1200      |
| 마을 (농어촌) | 통진운수, 마송운수, 방주교통, 하성마을버스, 조강리마을버스, 월곶운수 | 청소년 (중·고등학생, 만 13세 ~ 18세) | 920       | 1000      |
| 마을 (농어촌) | 통진운수, 마송운수, 방주교통, 하성마을버스, 조강리마을버스, 월곶운수 | 어린이 (초등학생, 만 7세 ~ 12세)     | 580       | 600       |

## 운수 업체
| 운행업체       | 노선 번호 | 등록 대수 |
| -------------- | --------- | --------- |
| 금파산업       | 10        |           |
| 금파산업       | 52        |           |
| 금파산업       | 57        |           |
| 고촌교통       | 1         |           |
| 고촌교통       | 15        |           |
| 고촌교통       | 16        |           |
| 대진교통       | 55        |           |
| 한강교통       | 55-1      |           |
| 한강교통       | 30        |           |
| 한강교통       | 31        |           |
| 한강교통       | 32        |           |
| 한강교통       | 33        |           |
| 통진교통       | 77        |           |
| 통진교통       | 77-1      |           |
| 통진교통       | 77-2      |           |
| 방주교통       | 5         |           |
| 마송운수       | 22        |           |
| 조강리마을버스 | 72        |           |
| 하성마을버스   | 23        |           |
| 하성마을버스   | 24        |           |
| 하성마을버스   | 25        |           |
| 월곶운수       | 11        |           |
| 서정마을버스   | 86        |           |
| 서정마을버스   | 201       |           |
| 서정마을버스   | 202       |           |
| 서정마을버스   | 공영학운  |           |
| 서정마을버스   | 공영쇄암  |           |

## 운행 노선
| 노선 번호 | 운행업체          | 운행구간           | 운행구간 | 운행구간           | 경유지 | 운행 횟수 | 배차 간격 (분) | 비고 |
| --------- | ----------------- | ------------------ | -------- | ------------------ | --- | --------- | -------------- | --- |
| 1         | 고촌교통          | 오스타파라곤       | ↔        | 현대프라임빌       | 북변환승센터, 김포고/김포보건소, 홈플러스, 풍무동, 유현사거리 | 135회     | 10             | 첫차 ~ 09시까지 김포중, 김포고 학교 경유                                                                                   |
| 5         | 방주교통          | 마송               | ↔        | 대곶면사무소       | 통진시장, 매수리마을9단지, 가현리, 팔거리, 간동사거리 | 30회      | 30             | |
| 10        | 금파산업          | 북변환승센터       | ↔        | 고촌               | 풍년마을, 김포보건소, 향산리, 장곡, 고촌중학교, 대우이안아파트 | 30회      | 60~90          | |
| 11        | 월곶운수          | 군하리             | ↔        | 보구곶리           | 조각공원, 조강리, 용강리, 보구곶리, 성동리, 문수산, 김포대학, 조각공원 | 10회      | 60             | 양방향 모두 운행 |
| 11        | 월곶운수          | 군하리             | ↔        | 마송초교           | 오리정, 갈산리, 옹정리입구, 통진성당, 마송 |           |                | |
| 15        | 고촌교통          | 고촌               | ↔        | 고촌               | 수기마을 힐스테이트, 고촌근린공원 순환 운행 | 75회      | 10             | |
| 16        | 고촌교통          | 아라뱃길여객터미널 | ↔        | 개화역             | 전호리, 영사정, 월드메르디앙, 월드메르디앙, 고촌중, 대우아파트, 신곡사거리 | 70회      | 10~15          | |
| 17        | 고촌교통          | 소준               | ↔        | 신동               | 대준, 수기마을 힐스테이트, 대우아파트, 고촌중학교, 동일하이빌, 영사정 |           | 60             | 일부 전호리 경유 |
| 16-1      | 고촌교통          | 아라뱃길여객터미널 | ↔        | 개화역             | 남측물류단지 | 66회      | 10~15          | |
| 20        | 금파산업          | 시청               | ↔        | 터미널             | 힐스테이트리버시티1단지, 풍무역, 조리미입구 | 108       | 8~25           | |
| 20(N)     | 금파산업          | 향산리             | ↔        | 풍무역             | 힐스테이트리버시티1단지 | 108       | 20             | |
| 22        | 마송운수          | 마송               | ↔        | 하성               | 서암초등학교, 동을산리, 마곡사거리* | 28회      | 30분           | 하성→마곡사거리(A), 마곡사거리→하성(B) 교대 운행 첫차~08:20 하성 방면 동을산리 미경유 17:20~막차 마송 방면 동을산리 미경유 |
| 23        | 하성마을버스      | 하성               | ↔        | 전류리             | 마곡사거리, 개미슈퍼, 봉성리, 전류포구, 전류리, 마곡사거리 |           |                | 양방향 운행 |
| 23        | 하성마을버스      | 하성               | ↔        | 석탄리             | 마을회관, 석탄4→5→4→3→2리, 마을회관 |           |                | |
| 24        | 하성마을버스      | 하성               | ↔        | 가금리             | 양택리, 마조리, 마근포리, 가금리, 양택2리 |           |                | 양방향 운행 |
| 24        | 하성마을버스      | 하성               | ↔        | 마곡리             | |           |                | |
| 25        | 하성마을버스      | 하성               | ↔        | 후평리             | 석탄리, 후평리, 마조리, 양택리 |           |                | 양방향 운행 |
| 25        | 하성마을버스      | 하성               | ↔        | 석탄리             | 양택리, 마조리, 후평리, 석탄5→4→3→2리 |           |                | 단방향(편도) 운행 |
| 30        | 서정마을버스      | 금호어울림2단      | ↔        | 한신더휴테라스     | 고다니마을, 구래역, 나래중학교, 은여울중학교, 김포생활체육관(마산역), 뉴고려병원, 장기역, 청송마을, 삼성래미안아파트, 운양역                                                                   |           | 20             | |
| 31        | 한강교통          | 양곡               | ↔        | 군하리             | 간동사거리, 팔거리, 석정리, 고양리, 갈산리 | 11회      | 80             | |
| 32        | 한강교통          | 양촌읍사무소       | ↔        | 복합환승센터       | 양곡도서관, 양곡휴먼시아, 세계로마트, 한가람우미린 | 66회      | 12~20          | |
| 35 36     | 한강교통 대진교통 | 한강센트럴자이     | → ←      | 한강센트럴자이     | 김포경찰서, 운양중학교, 장기본동주민센터, 푸른솔중학교, 고창마을KCC, 장기상가, 장기고 | 88회      | 10             | 공동 배차 |
| 50        | 고촌교통          | 유현사거리         | ↔        | 김포중학교         | 풍무동, 풍무푸르지오, 사우고, 김포보건소→ GS마트→ 김포중학교→ 김포고 |           | 15~17          | |
| 52        | 금파산업          | 신안2차            | ↔        | 길훈아파트         | 감정동 홈플러스, 신화건영아파트, 산호아파트, 김포초교, (김포우체국, GS마트, 등기소)*, 김포시청                                                                                                 | 117회     | 6~11           | 보건소 경유: 09시~16시30분 김포고-제일고(농장마을 입구)-김포중 경유: 첫차~09:00                                            |
| 52-1      | 고촌교통          | 길훈아파트         | ↔        | 풍무푸르지오       | 홈플러스후문, 서해1.2차 | 33회      | 13~14          | |
| 54        | 대진교통          | 사우건영아파트     | ↔        | 운양동             | 김포보건소, 풍년마을, 김포시청, 김포고, 김포중학교, 김포초교, 한국.쌍용아파트, 오스타파라곤, 샘재                                                                                              |           |                | |
| 55        | 대진교통          | 사우건영아파트     | ↔        | 뉴고려병원         | 김포보건소, 풍년마을, 김포시청, 김포고, 김포중학교, 김포초교, 한일아파트, 오스타파라곤, 전원마을, 장기본동행정복지센터, 장기중학교, 호반베르디움→ 뉴고려병원→ 우남퍼스트빌→ 장기고교→ 장기상가 |           | 10             | |
| 72        | 조강리마을버스    | 마송               | ↔        | 조강2리            | 통진시장, 청용아파트, 서암5리, 고정리, 귀전리, 개곡리 |           |                | |
| 77        | 통진교통          | 마송               | ↔        | 약암2리 (약산마을) | 통진시장, 매수리마을9단지, 거물대리, 대곶면 |           | 50             | |
| 77-1      | 통진교통          | 마송               | ↔        | 쇄암리             | 통진시장, 매수리마을9단지, 옹정1리, 석정리, 쇄암리, 고양2.1리, 옹정초등학교, 매수리마을9단지, 통진시장                                                                                         |           | 40             | 오전: 석정리→ 쇄암리→ 고양리 오후: 고양리→ 쇄암리→ 석정리                                                                  |
| 77-2      | 통진교통          | 마송               | ↔        | 대곶농협           | 통진시장, 매수리마을9단지, 거물대리 |           | 60             | |
| 86        | 서정마을버스      | 학운초등학교       | ↔        | 누산 사거리        | 학운1리 마을회관, 유현리, 양촌역, 양곡리, 신양중학교, 양곡 교차로, 누산 삼거리 |           | 60             | |
| 201       | 서정마을버스      | 하성               | ↔        | 하성               | 양택리, 마조리, 시암리, 후평리, 석탄리 |           | 60             | 시계 방향 |
| 202       | 서정마을버스      | 하성               | ↔        | 하성               | 석탄리, 후평리, 시암리, 마조리, 양택리 |           | 60             | 반시계 방향 |
| 공영쇄암  | 서정마을버스      | 양곡               | ↔        | 쇄암리             | 초원지리, 대곶면사무소, 대명초교, 석정초교 |           | 60~70          | |
| 공영학운  | 서정마을버스      | 양곡               | ↔        | 학운리             | 유현2리, 수남초교, 대벽리 |           | 60~70          | |

## 갤러리

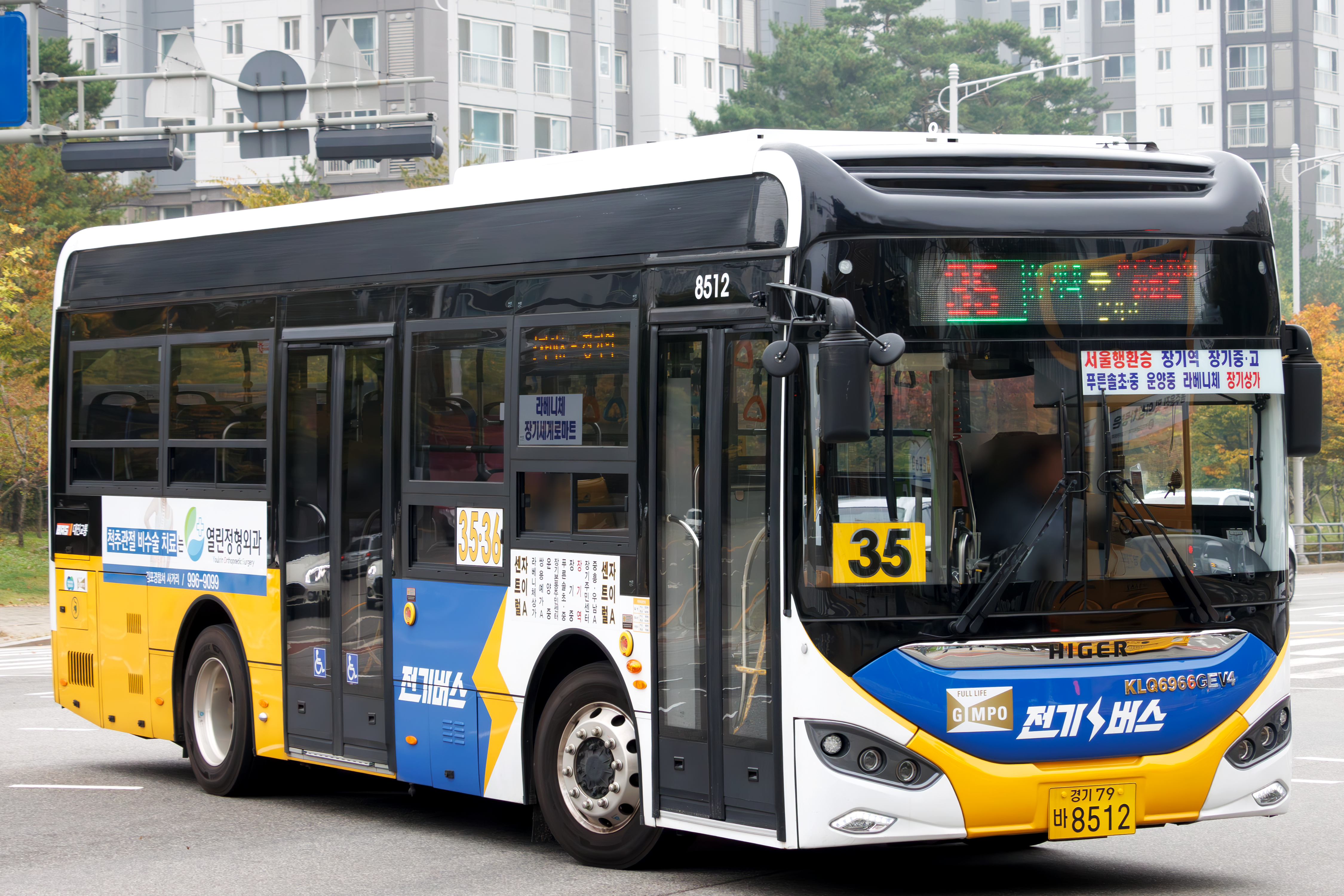
김포시 마을버스 35번
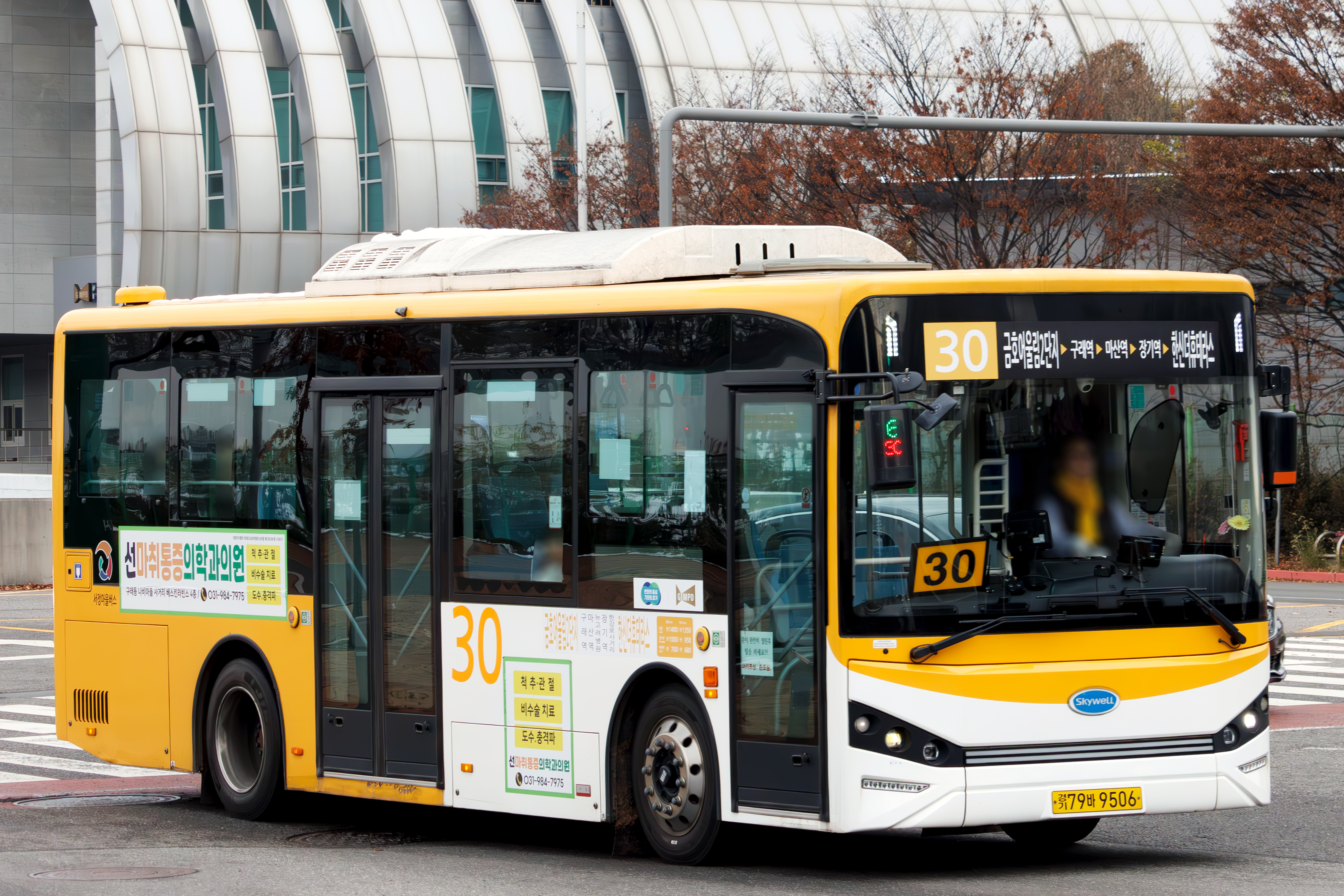
김포시 마을버스 30번